# Олоновский, Николай Владимирович
Николай Владимирович Олоно́вский (27 декабря 1922 — 23 августа 2017, Москва) — советский кинооператор. Заслуженный деятель искусств РСФСР (1974). Лауреат Государственной премии СССР (1982). Член КПСС с 1955 года.

## Биография
Н. В. Олоновский родился 27 декабря 1922 года. Участник Великой Отечественной войны. Окончив в 1952 году ВГИК, Олоновский работал 2-м оператором у С. П. Урусевского («Летят журавли», 1957).

## Награды и премии
- Государственная премия СССР (1982) — за съёмки фильма «О спорт, ты — мир!» (1980)
- Государственная премия РСФСР имени братьев Васильевых (1966) — за съёмки фильма «Живые и мёртвые» (1964)
- Заслуженный деятель искусств РСФСР (1974)

## Фильмография
- 1959 — Судьба поэта; Анюта
- 1959 — Тоже люди
- 1960 — Последние залпы
- 1961 — Ночь без милосердия
- 1964 — Живые и мёртвые
- 1964 — Свет далёкой звезды
- 1966 — По тонкому льду
- 1967 — Возмездие
- 1968 — Журавушка
- 1970 — Чудный характер
- 1971 — Молодые
- 1971 — Слушайте, на той стороне
- 1974 — Скворец и Лира
- 1976 — Жизнь и смерть Фердинанда Люса
- 1978 — Однокашники
- 1979 — Баллада о спорте (док.)
- 1980 — О спорт, ты — мир! (док.)
- 1982 — Частная жизнь
- 1982 — Две главы из семейной хроники
- 1984 — Время желаний
- 1985 — Пришла и говорю
- 1986 — Перехват
- 1990 — Неизвестные страницы из жизни разведчика
- 1991 — Клан
- 1992 — Тридцатого уничтожить!